# 판투응언
판투응언(Phan Thu Ngân, 1980년 동나이 성 ~ )은 베트남의 모델이다. 2000년 미스 베트남 우승자이다.